# Cylindrophelipara pulchra
Cylindrophelipara pulchra là một loài bọ cánh cứng trong họ Cerambycidae.